# Lucien Jailler
Lucien Joseph Jailler (23 novembre 1889 au Coteau - 2 juin 1921 à Saint-Léger-sur-Roanne) est un as de l'aviation français de la Première Guerre mondiale au cours de laquelle il remporte douze victoires aériennes homologuées et huit victoires probables.

## Biographie
Jailler s'engage dans l'armée en 1909. Il apprend à voler seul en 1911, obtenant sa licence de pilote civil no 682 le 10 novembre 1911. Le 8 octobre 1912, il est transféré au 3e groupe aéronautique de l'Aéronautique Militaire et part suivre une formation de pilote militaire à Pau. Le 25 août 1913, il reçoit le brevet de pilote militaire no 349. Malgré cela, Jailler débute la guerre en tant que conducteur de tracteur au sein d'une escadrille à Épinal,.
Jailler est promu caporal le 23 mars 1915. Peu après, il est affecté à l'Escadrille 15 (en), le 1er avril 1915. Il est nommé sergent, dix jours seulement après avoir rejoint sa nouvelle unité. Le 16 mai 1915, il est gravement blessé au combat. Cinq jours plus tard, il reçoit la Médaille militaire. Jailler devra patienter jusqu'au 8 mars 1916 avant de remporter sa première victoire.
Fin juin, il est cité pour la troisième fois à l'ordre de l'armée :

« Le 16 mai 1915, n'a pas hésité avec un mousqueton à attaquer un avion allemand armé d'une mitrailleuse qui survolait nos lignes ; après un combat de 20 min, où il fit preuve des plus brillantes qualités de courage, a dû abandonner la lutte, atteint de 2 balles dans la cuisse ; a montré la plus grande énergie en atterrissant normalement malgré sa blessure, et bien que son avion ait été atteint dans ses parties essentielles. Pilote de premier ordre dont la modestie égale la bravoure. Vient de livrer une série de combats aériens où il a toujours eu l'avantage. le 8 mars 1916, a attaqué un avion ennemi dans ses lignes et l'a forcé à atterrir près des tranchées. Le 18, a attaqué 3 LVG et les a mis en fuite, bien qu'ayant reçu une balle dans son moteur. Le 1er avril, a combattu un autre avion à Etain-Spincourt et l'a forcé à atterrir. le 4, a abattu un LVG qui est tombé dans ses lignes. A effectué 232 heures de vol au-dessus de l'ennemi et livré 27 combats aériens. Le 8 mars 1916, a forcé un avion à atterrir dans les lignes allemandes. Les 1er et 4 avril, a attaqué et abattu deux autres appareils ennemis ; le 26 juin, a descendu en flammes après l'avoir attaqué à 600 mètres d'altitude. Déjà deux fois cité à l'ordre de l'armée et décoré de la Médaille militaire pour actions d'éclat. »

En juillet 1916, après avoir abattu un ballon d'observation allemand, comptant pour sa quatrième victoire, Jailler est nommé adjudant. Le 8 juillet de la même année, il est fait chevalier de la Légion d'honneur. Il remportera deux victoires supplémentaires cette année-là, terminant 1916 avec le statut d'as.
Jailler continuera sa série de victoires jusqu'au 12 juin 1917, date à laquelle il abat son douzième avion ennemi. Il est promu au grade de sous-lieutenant, le 22 août 1917. Le 23 novembre 1917, il est relevé de son service actif, après 232 heures de vol et 27 combats aériens, et devient instructeur,.
Lucien Joseph Jailler meurt le 2 juin 1921 d'une tuberculose pulmonaire.

## Ouvrages
- (en) Norman Franks, Nieuport aces of World War 1, Oxford England, Osprey, 2000, 100 p. (ISBN 1-85532-961-1 et 978-1-855-32961-4).
- (en) Norman Franks, Over the front : a complete record of the fighter aces and units of the United States and French Air Services, 1914-1918, Londres, Grub Street, 1992 (ISBN 978-0-948817-54-0 et 0-948-81754-2, lire en ligne).

## Liens extérieurs
- Biographie détaillée, liste de ses victoires aérienne et profils couleurs de ses appareils